# Sonia Heredia
Sonia Isabel Heredia (23 de noviembre de 1963) es una exjugadora de voleibol de Perú. Fue internacional con la Selección femenina de voleibol de Perú. Compitió en los Juegos Olímpicos de Los Ángeles 1984 y Seúl 1988, en la que Perú ganó la medalla de plata. Fue parte de la selección peruana que ganó la medalla de plata en los Juegos Panamericanos de 1979 celebrados en San Juan y en los Juegos Panamericanos de 1987 celebrados en Indianápolis, así como la de bronce en los Juegos Panamericanos de 1983 en Caracas. Ganó el bronce en el Campeonato Mundial de Voleibol Femenino de 1986 disputado en Praga. Es hermana de la también jugador de voleibol Aurora Heredia.